# Anthony Garcia
Anthony Garcia (Auckland, 20 september 1946) is een Nieuw-Zeelands voormalig professioneel worstelaar die vooral bekend is van zijn tijd bij National Wrestling Alliance en World Wrestling Federation (WWF) als Tony Garea.

## In worstelen
- Finishers
  - Diving crossbody
  - Octopus hold

- Signature moves
  - Abdominal stretch

## Erelijst
- NWA San Francisco
  - NWA World Tag Team Championship 1 keer met Pat Patterson

- Pro Wrestling Illustrated
  - PWI Rookie of the Year (1973) gedeeld met Bob Orton Jr.

- World Wide Wrestling Federation / World Wrestling Federation
  - (W)WWF Tag Team Championship (5 keer; 1x met Haystacks Calhoun, 1x met Dean Ho, 1x met Larry Zbyszko en 2x met Rick Martel)